# Chris Bisson
 (mai 2018).
Si vous disposez d'ouvrages ou d'articles de référence ou si vous connaissez des sites web de qualité traitant du thème abordé ici, merci de compléter l'article en donnant les références utiles à sa vérifiabilité et en les liant à la section « Notes et références ».
Christopher Paul Bisson né le 21 juillet 1975 à Wythenshawe en Angleterre, est un acteur britannique d'origine trinidadienne, connu pour avoir interprété les rôles de Vikram Desai dans Coronation Street (1992-2002), Kash Karib dans Shameless (2004-2007, 2009) et pour son rôle actuel de  Jai Sharma dans Emmerdale depuis 2009.

## Biographie
Bisson est né à Wysthenshawe, Manchester. Son père est originaire de Trinidad. Bisson est catholique. Il est en couple avec Rowena Finn depuis 2006 et elle a donné naissance à leurs fils, Harry, en 2013. Leurs deuxième enfant est une fille, née le 8 décembre 2015.

## Carrière
La première apparition de Bisson à la télévision est dans  Children's Ward en 1990. Il a continué à apparaître Dans Prime Suspect et Holby City. Il incarne Vikram Desai dans Coronation Street, Saleem Khan dans Fish and Chips, Kash Karib dans Shameless et Jai Sharma dans Emmerdale. Il est aussi apparu dans Perfect Day : The Wedding (2005), Perfect Day : The Funeral (2006, Channel 5) et le long métrage Stepdad (filmé en février 2007). Il a participé au documentaire Empire's Children en 2007 sur la chaîne Channel 4.
Bisson est apparu dans l’épisode de Casualty de la saint-valentin 2009. Il est revenu pour faire une apparition unique dans Shameless en avril 2009, où son personnage est tué.
En septembre 2009, Bisson a rejoint le casting d'Emmerdale en tant que membre de la nouvelle famille Sharma, jouant Jai Sharma.